# Pravo na finansiranja vantelesne oplodnje
Pravo na finansiranja vantelesne oplodnje jedno je o prava iz oblasti socijalne i medicinske zaštite na osnovu koga se može ostvariti nadoknada troškova sticanja potomstva u okviru organizacije zdravstvenog sistema jedne države. Na realizaciju ovog prava u mnogome utiče tretman infertiliteta u zdravstvenom sistemu svake zemlje posebno, koji u visoko razvijenim zemljama izbija na vodeće pozicije po značaju u okviru organizacije zdravstvenog sistema.

## Opšte informacije
Mnoge žene širom sveta tretman infertiliteta stavljaju na prvo mesto, čak i ispred tretmana
nekih vrlo ozbiljnih oboljenja koja mogu ozbiljno da naruše njihovo zdravlje, što je kao problem prepoznato od zdravstvenog sistema v elikog broja razvijenih zemalja koje vantelesnu oplodnju uključuju u domen javnog finansiranja. Nasuprot zemljama u razvoju...
| „ | U zemljama u razvoju tretman infertiliteta nije prioritet, već je naglasak stavljen na bolju organizaciju primarne zdravstvene zaštite. U tim zemljama akcenat se stavlja na aktivnosti koje teže da spreče narušavanje reproduktivnog potencijala stanovnika. | ” |

U svim zemljama u kojim postoje izraženi stavovi da je par bez dece socijalno neprihvatljiv, snažni su pronatalitetni trendovi novoosnovanih pronatalitetnih društava i organizacija jer je u većini kultura imati dete veoma cenjeno, a roditeljstvo je kulturalno obligatorno.
Pri tome treba imati u vidu, da bez obzira na stepen ekonomskog razvoja, brojni socio-kulturološki društveni stavovi, pojedinačno a i udruženo kroz organizacije, mogu pokrenuti kakve takve aktivnosti i uključivanja vantelesne oplodnje u javno finansiranje.
Troškovi vantelesne oplodnje
Troškovi vantelesne oplodnje variraju od zemlje do zemlje pa tako u u proseku iznose 12.400 dolara po postupku u Sjedinjenim Američkim Državama, do 4.000-5.000 evra koliko je prosečne cena u Evropi.

## Politika finansiranja vantelesne oplodnje
Politiku finansiranja vantelesne oplodnje, koja je prvenstveno zsnovana na legalnim odrednicama i sigurnosti procedura BMPO, u osnovi najvećim delom zavisi od ukupnih troškova vantelesne oplodnje i analize troškovi – efikasnost (troškovi – korisnost)

### Ukupni troškovi vantelesne oplodnje
Ukupni troškovi oplodnje su varijabilni jer pored troškova BMPO, mogu imati i mnoge dodatne (neplanirane) troškove kao što su:
Prevremenim porođaj — u kome je rođeno prematurno novorođenče kao i novorođenče sa niskom
porođajnom masom. Ovaj porođaj zahteva češće hospitalizacije deteta tokom odrastanja.
Neuspešna oplodnja — nakon koje će parovi možda imati potrebu za psihološkim intervencijama, čija bi cena bila još jedan faktor u proceni troškovi – efikasnost.

### Analiza troškovi – efikasnost (troškovi – korisnost).[6]
Analize troškova zasniva se na analizi efikasnost ili odnosa troškovi — korisnost. Ovi troškovi zavise od četiri faktora:
1. pretpostavljena ili postignuta stopa uspeha;
2. životna dob žene;
3. multiple trudnoće;
4. troškovi tretmana.

### Finansiranje vantelesne oplodnje u Evropi
U gotovo svim državama članicama EU (osim Irske i Litvanije), postoje državna sredstva/nadoknade za potpomognutu reprodukciju, ali iznos državne podrške varira od oko:
- 90% u Belgiji, Francuskoj, Grčkoj, Holandiji i Sloveniji,
- 20-30% u Bugarskoj, Rumuniji i Španiji.
- 30% do 90% u ostalim zemljama Evropske unije.

Smatra se da su Belgija, Danska, Holandija i Slovenija imaju najsnažniju politiku nadoknade u Evropi, sa skoro potpunim pokrivanjem do šest ciklusa. Ovako visoka državna podrška ogleda se ne samo u visokim stopama dostupnosti već i u primeni IVF-a.
| Zemlja           | Pokrivenost troškova | Maksimalni broj postupaka | Limit godina žena                 | Samo medicinske indikacije |
| ---------------- | -------------------- | ------------------------- | --------------------------------- | -------------------------- |
| Austrija         | Parcijalna           | 4                         | Striktno žene <40, muškarci < 50  | Da                         |
| Belgija          | U celini             | 6                         | Striktno < 40                     | Da                         |
| Danska           | Parcijalna           | 3                         | Striktno <40                      | Ne                         |
| Finska           | Parcijalna           | Varira                    | Nema                              | Ne                         |
| Francuska        | U celini             | 4                         | Striktno < 43                     | Da                         |
| Nemačka          | Parcijalna           | 3                         | Striktno žene < 40, muškarci < 50 | Da                         |
| Grčka            | Parcijalna           | Varira                    | Striktno < 50                     | Da                         |
| Italija          | Parcijalna           | Varira                    | Bez jasnih ograničenja            | Da                         |
| Holandija        | U celini             | 3                         | Striktno <45                      | Da                         |
| Portugalija      | Parcijalna           | Varira                    | Nema                              | Da                         |
| Španija          | Parcijalna           | 3                         | Bez jasnih ograničenja            | Da                         |
| Švedska          | U celini             | Varira                    | Bez jasnih ograničenja            | Da                         |
| Velika Britanija | Parcijalna           | Varira                    | Striktno < 40                     | Da                         |

Na osnovu podataka ESHRE (objavljenih januara 2017) u 2013. godini dostupnost IVF-a u pojedinim zemljama EU iznosila je:
- 2.200 na milion stanovnika u Belgiji,
- 2.100 na milionu stanovnika u Danskoj,
- 1.800 miliona stanovnika u Sloveniji.

Ovo su jedine tri zemlje koje imaju dostupnost stope veće od 1.500 po milionu, za koje se procenjuje da zadovoljavaju globalnu potrebu za IVF-om među neplodnim parovi - i tri države sa potpunim pokrićem za IVF iz državnog osiguranja.

## Politika finansiranja vantelesne oplodnje u Srbiji
U Srbiji se, po pitanju finansiranja vantelesne oplodnje, smatra stanje zadovoljavajućum, na osnovu ovih pokazatelja:
- Republički fon za FZO pokriva troškove tri pokušaja ukoliko žena ima manje od 42 godine.
- Pojedine lokalne samouprave, udruženja i radne organizacije, finansiranju i sopstvenih sredstva vantelesnu oplodnju
- Ne postoje liste čekanje za ovu uslugu, što je rešeno uključivanjem privatnog sektora.[10]

## Literatura
- Zakon o biomedicinski potpomognutoj oplodnji ("Sl. glasnik RS", br. 40/2017 i 113/2017 - dr. zakon)

## Spoljašnje veze
- Finansiranje troškova vantelesne oplodnje — www.euprava.gov.rs